# Liste der Monuments historiques in Lommerange
Die Liste der Monuments historiques in Lommerange führt die Monuments historiques in der französischen Gemeinde Lommerange auf.

## Liste der Objekte
| Bezeichnung                                 | Beschreibung                                                                                               | Standort                            | Kennzeichnung | Schutzstatus | Datum | Bild |
| ------------------------------------------- | --- | ----------------------------------- | ------------- | ------------ | ----- | ---- |
| Säule                                       | Kalkstein, 1530; trug ursprünglich die Skulptur Christus in der Rast, jetzt für das Friedhofskreuz genutzt | auf dem Friedhof (Lage)             | PM57000439    | Classé       | 1990  |      |
| Skulptur Heiliger Leodegar mit Stifterfigur | Kalkstein, Ende des 15. Jahrhunderts                                                                       | außen an der Kirche St-Léger (Lage) | PM57000431    | Classé       | 1990  |      |
| Skulptur Christus in der Rast               | Kalkstein, farbig gefasst, 1530                                                                            | in der Kirche St-Léger (Lage)       | PM57000421    | Classé       | 1990  |      |
| Skulptur Heiliger Leodegar                  | Holz, farbig gefasst, Ende des 15. Jahrhunderts                                                            | in der Kirche St-Léger (Lage)       | PM57000128    | Classé       | 1984  |      |
| Skulptur Erzengel Michael                   | Kalkstein, farbig gefasst, Ende des 15. Jahrhunderts                                                       | in der Kirche St-Léger (Lage)       | PM57000127    | Classé       | 1984  |      |
| Pietà                                       | Kalkstein, Anfang des 16. Jahrhunderts                                                                     | in der Kirche St-Léger (Lage)       | PM57000430    | Classé       | 1990  |      |